# 巴黎高等管理学院
巴黎高等管理学院（ESG Management School），现称巴黎商学院（Paris School of Business，通用简称：PSB），创建于1974年，是法国著名的商学院之一。
PSB位于巴黎13区，临近奥林匹亚德地铁站。学生来自全球50多个国家，目前有900名在校学生。
学校主要以法语教学，但也有完全英语教学的项目。
PSB是工商管理硕士协会、国际商管学院促进协会、法国大学校联合会、欧洲管理发展基金会、国际大学商业教育协会成员，也是中国教育部推荐的法国57所商业管理学校之一。
根据2015-2016年SMBG出版的法国高中毕业考试入学（Post-Bac）类高等商科学校排行榜，PSB位居第一位。

## 巴黎高等管理学院集团
PSB从属于巴黎高等管理学院集团（Groupe ESG，前称：PGSM/Paris Graduate School of Management、Pôle ESG），集团旗下主要包括以下学院：
- 巴黎商学院（Paris School of Business，通用简称：PSB）
- 高等工商管理硕士学院（MBA ESG）
  - MBA ESG设有法语授课的一年制及两年制硕士课程。该学院21项一年制专业中的17项入选了SMBG机构2015年优秀硕士课程。
- 高等管理与国际商贸学院（École Supérieure de Gestion et Commerce International，通用简称：ESGCI）
  - ESGCI是一所专长国际商贸市场的商科学院，在校学生1400多名，其中国际学生占20%，来自27个国家和地区，设有学士和硕士学位课程。
- 高等管理与金融学院（École Supérieure de Gestion et Finance，通用简称：ESGF，也称：ESG Finance）
  - ESGF是一所专长金融的商科学院，在校学生500多名，其中国际学生占39%，来自30多个国家和地区，设有学士和硕士学位课程。
- 集团在艾克斯、波尔多、蒙彼利埃、图卢兹、雷恩也设立有校区。